# كوهر خيرانديش
كوهر خيرانديش (بالفارسية: گوهر خیراندیش) (23 أغسطس 1954 في نيريز) ممثلة ومؤدية أصوات إيرانية.
بدأت كوهر العمل في التلفزيون أثناء الدراسة والعمل في طهران. ونُشر فيلمها الأول أيام الانتظار الذي أخرجه أصغر هاشمي. كما ظهرت لأول مرة أيضًا في فيلم سيدة، من إخراج داريوش مهرجوي.

## فيلموغرافيا

### الأفلام السينمائية
- 1987 أيام انتظار
- 1988 فروع ويلو
- 1989 اليوم الكبير
- 1989 الشاب هادي
- 1991 ظل الخيال
- 1994 رجل، دب
- 1995 شهر
- 1997 صغار
- 1999 بانو
- 1999 شيدا
- 2000 المزيج
- 2001 موراباي شيرين
- 2002 مرتفعات منخفضة
- 2002 ثلاثة عشر قطط على سقف الجملون
- 2003 رد الفعل الخامس
- 2003 دنيا
- 2004 تقليد قتل العشاق
- 2005 ماكس
- 2006 بي فافا
- قاضي بازي 2007
- 2007 الفاكهة المحرمة (مسلسل تلفزيوني)
- 2007 المحاكمة
- 2008 الدف
- شيرين 2008
- دعوة عام 2008
- 2009 الحزن
- 2010 مختارنامه (مسلسل تلفزيوني)
- 2010 دار راح فيلا (فيديو قصير)
- 2011 على طول المدينة
- 2011 يبتسم في المطر
- أخطبوط 2011
- 2012: جبهة بيضاء
- 2012 ميجرين
- 2012 النمو في مهب الريح
- 2013 طهران 1500
- 2014 عازار وشهدخت برفيز وآخرون
- 2014 دور نجار
- 2014 مجنون
- 2018 باستاريوني

### المسرحيات
- خاك: التربة 1970
- موزيرات دخانيات: التأثيرات السلبية للمسرطنات 1970
- مار دار أوستن: ثعبان في كم 1973
- رستم وسهراب: رستم وسهراب 1973
- بهليفان كاتشال: The Bald Paladin 1974
- Az No: من أعلى 1975
- : المستأجر 1976
- وزير خان لانكاران: الوزير خان لانكاران 1979
- خرس نيفيشته: الدب المكتوب 1980
- : اقتراح الزواج 1980
- جورج: وولف 1979
- في الحرب العالمية الثانية 1981
- أنجيليكا: أنجيليكا 1979
- هيراتي وكورياني 1982
- حماسة نانيه خزيرة: ملحمة نانا خزيرة 1980
- : مأساة كسرة 1982
- كهف الناس 1986
- مستر جديد: مستأجر جديد 1988
- توكاي دار جفس: توكايي في القفص 1972
- ماهي سيا كوتشولو: السمكة السوداء الصغيرة 1971
- خورشيد خانوم: السيدة الأحد 1971
- حسنك كوجاي؟ : أين حسنك؟ 1971
- جول المجنون بحر عمد: أزهرت الزهور وأتى الربيع معها 1970
- ضيوف غير متوقعين 1970
- Bloog: البلوغ 1979
- توراندخت: Torandokht 1996
- جوزريش مهرمانيه اوكتافيا: موجز اوكتافيا السري 1970
- شاركه عطاش: دورة النار 1999
- روزي روز غاري عبادان: ذات مرة في عبادان 1999

### المسلسلات التلفزيونية
- عينيه 1985
- شرح بنهائيات: هذا التفسير اللانهائي 1987
- أيام التكاتف 1992
- حبابة: فقاعة 1994
- زير جونباد كابود: تحت السماء الحمراء 1995
- بيبي يون: بيبي يون / نانا يون 1995
- أشباش باش: رئيس الطهاة 1995
- حماصية: الجيران 2000
- خانة ما: بيتنا 2000
- سفر Sabz: رحلة خضراء 2002
- الجزيرة جادو: الجزيرة السحرية 2003
- مايف مامنوهي: الفاكهة المحرمة 2007
- مختارنامه 2010-2011
- السرو على حد سواء 2010
- ناز ونياز: صلاة وعبادة 2011
- Alafzar: مرج 2012
- كولا بهلوي: قبعة بهلوي 2012-2013
- مدار: الأم 2013
- (نحن لسنا ملائكة) 2014

## الجوائز
- الفائزة بكريستال سيمرغ في 22rd مهرجان فجر السينمائي ل أفضل ممثلة عن 'الحب قتل التقليد "
- الفائزة بالدبلوم الخاص من مهرجان فجر العشرين للفيلم على ارتفاع منخفض
- الفائزة بالكأس الذهبية من جوائز بيت السينما الإيرانية الثاني عشر عن «الدعوة» [2]
- الفائزة بالكأس الذهبية من جوائز دار السينما الإيرانية السابعة عن «رد الفعل الخامس»
- الفائزة بالكأس الذهبية من جوائز بيت السينما الإيرانية السابعة «العالم»
- الفائزة بجائزة أفضل ممثلة في دور مساعد في جائزة نقابة الكتاب والنقاد عن «الارتفاع المنخفض»
- تم ترشيحها لكريستال سيمورج في مهرجان الفجر السينمائي الحادي والعشرين لدعم الممثلة في «رد الفعل الخامس»
- تم ترشيحها لكريستال سيمورج في مهرجان الفجر السينمائي السابع عشر لدعم الممثلة في فيلم "Winning Warrior"
- تم ترشيحها لكريستال سيمورج في مهرجان فجر السينمائي الرابع عشر لدعم الممثلة في «الوجه»
- تم ترشيحها لكريستال سيمورج في مهرجان الفجر السينمائي الثامن لدعم الممثلة في «أسطح المدينة»
- تم ترشيحها لجائزة الكأس الذهبية في حفل جوائز البيت السينمائي الإيراني السادس عن «الارتفاع المنخفض»
- رشح في مؤسسة فرهانغ.[3]

## روابط خارجية
- كوهر خيرانديش على موقع IMDb (الإنجليزية)
- كوهر خيرانديش على موقع قاعدة بيانات الفيلم (الإنجليزية)